# ۶۵۱ (قمری)
۶۵۱ (قمری)، ششصد و پنجاه و یکمین سال در گاهشماری هجری قمری است. اول محرم این سال برابر با سوم مارس سال ۱۲۵۳ میلادی است.